# ريمينغتون
ريمينغتون هي بلدة أمريكية، في الولايات المتحدة، تقع في مقاطعة جاسبر (إنديانا)، بلغ عدد سكانها 1,185 نسمة وذلك حسب إحصائيات سنة 2010، تبلغ مساحتها 3.360531 كيلومتر مربع، رمزها البريدي هو 47977.

## التركيبة السكانية
حدّد مكتب تعداد الولايات المتحدة بيانات التركيبة السكانية لريمينغتون في تعداد الولايات المتحدة. في ما يلي، التركيبة السكانية حسب تعدادي 2000 و2010.

### تعداد عام 2000
بلغ عدد سكان ريمينغتون 1,323 نسمة بحسب تعداد عام 2000، وبلغ عدد الأسر 532 أسرة وعدد العائلات 353 عائلة مقيمة في البلدة. في حين سجلت الكثافة السكانية 408.3 نسمة لكل كيلومتر مربع (1,057.5/ميل2). وبلغ عدد الوحدات السكنية 557 وحدة بمتوسط كثافة قدره 171.9 لكل كيلومتر مربع (445.2/ميل2).
وتوزع التركيب العرقي للبلدة بنسبة 98.72% من البيض و0.15% من الأمريكيين الأفارقة و0.68% من الأمريكيين ذوي الأصول الآسيوية و0.08% من الأعراق الأخرى و0.38% من عرقين مختلطين أو أكثر و1.06% من الهسبانيون أو اللاتينيون من أي عرق.
بلغ عدد الأسر 532 أسرة كانت نسبة 36.3% منها لديها أطفال تحت سن الثامنة عشر تعيش معهم، وبلغت نسبة الأزواج القاطنين مع بعضهم البعض 53.9% من أصل المجموع الكلي للأسر، ونسبة 8.6% من الأسر كان لديها معيلات من الإناث دون وجود شريك، بينما كانت نسبة 3.8% من الأسر لديها معيلون من الذكور دون وجود شريكة وكانت نسبة 33.6% من غير العائلات. تألفت نسبة 28.2% من أصل جميع الأسر من عدة أفراد يعيشون في نفس المنزل ونسبة 14.8% كانت تتألف من شخص يعيش بمفرده يبلغ من العمر 65 عاماً أو أكثر. وبلغ متوسط حجم الأسرة المعيشية 2.49، أما متوسط حجم العائلات فبلغ 3.06.
بلغ العمر الوسطي للسكان 35.8 عاماً. وكانت نسبة 27.7% من القاطنين تحت سن الثامنة عشر، وكانت نسبة 9.1% بين الثامنة عشر والرابعة والعشرين عاماً، ونسبة 27.9% كانت واقعةً في الفئة العمرية ما بين الخامسة والعشرين والرابعة والأربعين عاماً، ونسبة 20.8% كانت ما بين الخامسة والأربعين والرابعة والستين، ونسبة 14.5% كانت ضمن فئة الخامسة والستين عاماً فما فوق. يوجد لكل 100 أنثى 94.0 ذكر، ويوجد لكل 100 أنثى في الثامنة عشر من عمرها فما فوق 85.5 ذكر.
بلغ متوسط دخل الأسرة في البلدة 37,037 دولارًا، أما متوسط دخل العائلة فبلغ 45,735 دولارًا. وكان متوسط دخل الذكور 34,135 دولارًا مقابل 20,833 دولارًا للإناث. وسجل دخل الفرد الخاص بالبلدة 17,184 دولارًا. وكانت نسبة 4.4% من العائلات ونسبة 7.5% من السكان تحت خط الفقر، وكان من هؤلاء نسبة 8.4% تحت سن الثامنة عشر ونسبة 7.1% في الخامسة والستين من العمر وما فوق.

### تعداد عام 2010
بلغ عدد سكان ريمينغتون 1,185 نسمة بحسب تعداد عام 2010، وبلغ عدد الأسر 503 أسرة وعدد العائلات 329 عائلة مقيمة في البلدة. في حين سجلت الكثافة السكانية 365.7 نسمة لكل كيلومتر مربع (947.2/ميل2). وبلغ عدد الوحدات السكنية 569 وحدة بمتوسط كثافة قدره 175.6 لكل كيلومتر مربع (454.8/ميل2).
وتوزع التركيب العرقي للبلدة بنسبة 96.46% من البيض و0.59% من الأمريكيين الأفارقة و0.08% من الأمريكيين الأصليين و0.34% من الأمريكيين ذوي الأصول الآسيوية و0.08% من سكان جزر المحيط الهادئ و0.25% من الأعراق الأخرى و2.19% من عرقين مختلطين أو أكثر و3.12% من الهسبانيون أو اللاتينيون من أي عرق.
بلغ عدد الأسر 503 أسرة كانت نسبة 33.2% منها لديها أطفال تحت سن الثامنة عشر تعيش معهم، وبلغت نسبة الأزواج القاطنين مع بعضهم البعض 48.1% من أصل المجموع الكلي للأسر، ونسبة 10.3% من الأسر كان لديها معيلات من الإناث دون وجود شريك، بينما كانت نسبة 7% من الأسر لديها معيلون من الذكور دون وجود شريكة وكانت نسبة 34.6% من غير العائلات. تألفت نسبة 29.6% من أصل جميع الأسر من عدة أفراد يعيشون في نفس المنزل ونسبة 14.1% كانت تتألف من شخص يعيش بمفرده يبلغ من العمر 65 عاماً أو أكثر. وبلغ متوسط حجم الأسرة المعيشية 2.36، أما متوسط حجم العائلات فبلغ 2.91.
بلغ العمر الوسطي للسكان 39.8 عاماً. وكانت نسبة 24.8% من القاطنين تحت سن الثامنة عشر، وكانت نسبة 8.6% بين الثامنة عشر والرابعة والعشرين عاماً، ونسبة 23.1% كانت واقعةً في الفئة العمرية ما بين الخامسة والعشرين والرابعة والأربعين عاماً، ونسبة 27.3% كانت ما بين الخامسة والأربعين والرابعة والستين، ونسبة 16.1% كانت ضمن فئة الخامسة والستين عاماً فما فوق. وتوزع التركيب الجنسي للسكان بنسبة 48.8% ذكور و51.2% إناث.

## أعلام
- راندال إل. توبياس
- فرانسيس جانسين